# OKB Gidropress
OKB Gidropress (en russe : ОКБ Гидропресс) est une société de construction de l'État russe qui travaille sur la conception, l'analyse, le développement et la production de réacteurs de centrales nucléaires, notamment la gamme VVER. OKB signifie bureau de conception expérimentale (опытно-конструкторское бюро, opytno-konstruktorskoe bjuro).

## Histoire
La société a été créée par décret du Conseil des commissaires du peuple de l'URSS le 28 janvier 1946 par ordre du commissaire du peuple de l'ingénierie lourde de l'URSS le 1er février 1946.

## Réacteurs
Une liste de quelques réacteurs ayant impliqué la société OKB Gidropress :
1. VVER et ses variants
2. VKT-12
3. SVBR-10
4. SVBR-100
5. Angstrême
6. VT-1
7. BM-40A
8. BREST-OD-300[2]
9. BN-800[3]
10. BN-1200[4]

## Sources et références
1. 1 2  (en) gidropress, « Historical notes » , sur gidropress.podolsk.ru.
2. ↑  « Archived copy » [archive du 15 octobre 2014] (consulté le 10 octobre 2014).
3. ↑  « Archived copy » [archive du 15 octobre 2014] (consulté le 10 octobre 2014).
4. ↑  « Archived copy » [archive du 15 octobre 2014] (consulté le 10 octobre 2014).